# Azubuike Egwuekwe
Azubuike Egwuekwe (Lafia, 16 luglio 1989) è un ex calciatore nigeriano, di ruolo difensore.

## Palmarès

### Nazionale
- Coppa d'Africa: 1

Sudafrica 2013